# Khàzar
El khàzar fou la llengua dels khàzars.
No hi ha acord sobre el seu origen; generalment s'accepta que era turca, ja que el kanat khàzar es va fundar sota els turcs. Barthold pensa que els khàzars i els búlgars derivaven la seva llengua del turc occidental (avui dia representat pel txuvaix). Les paraules khàzars conegudes, la majoria noms i títols no són suficients per deduir la seva derivació. Algunes referències d'autors musulmans apuntarien a un origen búlgar-oghur però la situació era massa complexa perquè les afirmacions aïllades dels historiadors puguin ser considerades sense dubte. Algun noms de persona coneguts són clarament turcs, altres no es poden identificar i altres mostren influències iranianes. Les paraules búlgar-oghur són poques i dubtoses.